# Seo Hyun-jin
Seo Hyun-jin (hangul: 서현진; Seúl, 27 de febrero de 1985), también conocida como Hyunjin, es una cantante y actriz surcoreana, conocida por haber sido miembro del grupo femenino surcoreano M.I.L.K..

## Biografía
Asistió a la Universidad de Mujeres de Dongduk.
Hyun-jin habla español y sabe lenguaje de señas básico.
Es buena amiga de la actriz Koo Hye-sun.

## Carrera
En enero de 2018 se anunció que se había convertido en miembro de la agencia Management SOOP. Previamente formó parte de la agencia Jump Entertainment, hasta noviembre del 2017 y de las agencias SM Entertainment y BM Entertainment entre el 2001 al 2006.
Ha aparecido en sesiones fotográficas para Grazia, Marie Claire Korea, Harper's Bazaar, Elle Korea, High Cut, InStyle', entre otros.
En 2001 se convirtió en vocalista principal y miembro del grupo surcoreano Milk, junto a Kim Bo-mi, Bae Yu-mi y Park Hee-von, hasta que el grupo se separó en el 2003.
En 2007 interpretó a Jang Hee-jin, la hija del detective Jang en la serie H.I.T.
El 7 de febrero del 2011 se unió al elenco principal de la serie The Duo donde dio vida a Dal-yi.
En el 2012 se unió a la serie Feast of the Gods donde dio vida a Song Yeon-woo, una joven que busca seguir los pasos de su madre y convertirse en una chef especializada en la cocina coreana del restaurante Arirang.
Ese mismo año se unió al elenco de la serie Horse Doctor (también conocida como «The King's Doctor»), donde interpretó a Jo So-yeong, quien luego se convertiría en Jo Gwi-in, una de las consortes reales de Joseon.
En noviembre del mismo año se unió al elenco principal de la serie Here Comes Mr. Oh donde dio vida a Na Jin-joo, hasta el final de la serie el 17 de mayo del 2013.
En el 2013 se unió a la serie Goddess of Fire donde interpretó a Shim Hwa-ryung.
En septiembre del mismo año se unió al elenco principal de la serie The King's Daughter, Soo Baek-hyang donde dio vida a Seol-nan, la hija del rey de Baekje.
El 17 de agosto del 2014 se unió a la serie The Three Musketeers donde interpretó a la princesa Kang Yoon-seo, su personaje estuvo basado en la princesa Ana de Austria.
En 2015 apareció por primera vez como invitada en el popular programa Running Man donde formó equipo junto a Lee Kwang-soo.
En abril del mismo año se unió al elenco principal de la serie Let's Eat 2 donde dio vida a Baek Soo-ji, hasta el final de la serie en junio del mismo año.
En el 2016 apareció como invitada en la serie Let's Fight, Ghost donde interpretó a una empleada de una tienda departamental.
El 2 de mayo del mismo año se unió al elenco principal de la popular serie Another Miss Oh donde interpretó a Oh Hae-young (soil), una mujer cuya vida cambia cuando se encuentra con el hombre que impidió su boda y la representante del equipo de planificación de productos de la división de cáterin de la compañía.
En noviembre se unió al elenco principal de la serie Romantic Doctor, Teacher Kim (también conocida como «Dr. Romantic») donde dio vida a la doctora Yoon Seo-jung, hasta el final de la serie el 16 de enero del 2017.
En el 2017 interpretó a Hyun-kyeong en la película Because I Love You.
El 18 de septiembre del mismo año unió al elenco principal de la serie Temperature of Love donde interpretó a Lee Hyun-soo, una aspirante a guionista que ha pasado diez años como asistente de escritor. hasta el final de la serie el 21 de noviembre del mismo año.
A finales de mayo del 2018 se anunció que Hyun-jin aparecería como invitada en un episodio de la serie Let's Eat 3 donde daría vida nuevamente a Baek Soo-ji, personaje que interpretó en Let's Eat 2.
El 1 de octubre del mismo año se unió al elenco principal de la nueva serie The Beauty Inside donde interpretó a Han Se-gye, una actriz de primer nivel que debe pasar una semana de cada mes viviendo en el cuerpo de otra persona, hasta el final de la serie el 20 de noviembre del mismo año.
Entre 2019 y 2020 protagonizó la serie Black Dog: Being A Teacher con el personaje de Go Ha-neul, quien acaba de ser contratada como profesora fija en una escuela secundaria privada, donde debe afrontar todo tipo de problemas. La serie concluyó el 4 de febrero de 2020.
El 5 de junio de 2021 se unió al elenco principal de la serie You Are My Spring donde interpretó a Kang Da-jung, una gerente de conserjería del hotel que se muda al edificio para comenzar de nuevo, pero termina enfrentando su infancia mientras se involucra con Joo Young-do y un caso de asesinato.
En 2022 se unirá al elenco de la serie Why Oh Soo Jae? donde dará vida a Oh Soo-jae, una profesora cruel, despreciable y malhumorada.

## Filmografía

### Series de televisión
| Año     | Título                              | Personaje                 | Notas              | Ref.                 |
| ------- | ----------------------------------- | ------------------------- | ------------------ | -------------------- |
| 2006    | Hwang Jini                          | Jung Ga-eun               | 5 episodios        |                      |
| 2007    | H.I.T                               | Jang Hee-jin              | -                  |                      |
| 2011    | The Duo                             | Dal-yi                    | 32 episodios       |                      |
| 2011    | The Peak                            | Ahn Il-yang               | -                  |                      |
| 2012    | Feast of the Gods                   | Ha In-joo / Song Yeon-woo | 32 episodios       |                      |
| 2012    | Horse Doctor                        | Jo So-yeong               | -                  |                      |
| 2012-13 | Here Comes Mr. Oh                   | Na Jin-joo                | 129 episodios      |                      |
| 2013    | Goddess of Fire                     | Shim Hwa-ryung            | 32 episodios       |                      |
| 2013-14 | The King's Daughter, Soo Baek-hyang | Baek Soo-ji               | 108 episodios      |                      |
| 2013    | Drama Festival: Unrest              | Madre de Joon-kyung       | -                  |                      |
| 2014    | The Three Musketeers                | Kang Yoon-seo             | 12 episodios       |                      |
| 2015    | Let's Eat 2                         | Baek Soo-ji               | 18 episodios       |                      |
| 2016    | Another Miss Oh                     | Oh Hae-young (soil)       | 18 episodios       |                      |
| 2016    | Let's Fight, Ghost                  | Empleada Departamental    | Ep. 13             |                      |
| 2016-17 | Romantic Doctor, Teacher Kim        | Dra. Yoon Seo-jung        | 20 episodios       |                      |
| 2017    | Temperature of Love                 | Lee Hyun-soo              | 40 episodios       |                      |
| 2018    | Let's Eat 3                         | Baek Soo-ji               |                    |                      |
| 2018    | The Beauty Inside                   | Han Se-kye                | 16 episodios       |                      |
| 2019-20 | Black Dog: Being A Teacher          | Ko Ha-neul                | 16 episodios       | [ 19 ]               |
| 2020    | Record of Youth                     | Lee Hyun-soo              | Aparición especial | [ 29 ] [ 30 ]        |
| 2021    | You Are My Spring                   | Kang Da-jung              |                    | [ 31 ]               |
| 2022    | Why Oh Soo Jae?                     | Oh Soo-jae                |                    |                      |
| 2024    | Una maleta                          | Noh In-ji                 |                    | [ 32 ] [ 33 ] [ 34 ] |

### Películas
| Año  | Título                      | Personaje   | Notas                                                                                             | Ref.   |
| ---- | --------------------------- | ----------- | ------------------------------------------------------------------------------------------------- | ------ |
| 2006 | Love Me Not                 | Ji-hye      |                                                                                                   |        |
| 2008 | Story of Wine               | Jin-ju      |                                                                                                   |        |
| 2008 | The Madonna                 | Monja       | Cortometraje                                                                                      |        |
| 2010 | Magic                       | Ji-eun      |                                                                                                   |        |
| 2011 | Ashamed                     | Hee-jin     |                                                                                                   |        |
| 2012 | The Peach Tree              | Shi-yeon    |                                                                                                   |        |
| 2012 | Fragments of Sweet Memories | Madre       | Cortometraje - junto a Choi Il-hwa, Yoo Seung-ho, Yang Hyun-mo y Yang Kyung-mo                    |        |
| 2016 | Familyhood                  | Sang-mi     | Junto a Kim Hye-soo, Ma Dong-seok, Kim Hyun-soo, Jeon Seok-ho, Kwak Si-yang, Ahn Jae-hong y Chani |        |
| 2017 | Because I Love You          | Hyun-kyeong | Junto a Cha Tae-hyun, Kim Yoo-jung, Sung Dong-il, Oh Na-ra, Bae Sung-woo, Lim Ju-hwan y Jang Hyuk |        |
| 2022 | Dementia                    | -           | Junto a Ahn Sung-ki                                                                               | [ 35 ] |

### Programas de televisión
| Año  | Programa               | Notas              |
| ---- | ---------------------- | ------------------ |
| 2015 | Let's Eat with Friends | Miembro            |
| 2015 | Taxi                   | Invitada           |
| 2015 | Running Man            | Ep. 253 - Invitada |
| 2016 | Entertainment Relay    | Invitada           |
| 2017 | Infinite Challenge     | Ep. 528 - invitada |

### Presentadora
| Año  | Programa                       | Notas                     |
| ---- | ------------------------------ | ------------------------- |
| 2018 | Mnet Asian Music Awards (MAMA) | presentadora de categoría |
| 2018 | 54th Baeksang Arts Award       | [ 37 ]                    |

### Radio
| Año  | Programa                           | Notas    |
| ---- | ---------------------------------- | -------- |
| 2016 | Kim Shin Young's Noon Song of Hope | Invitada |

### Videos musicales
| Año  | Artista / Grupo | Canción                 | Notas |
| ---- | --------------- | ----------------------- | ----- |
| 2009 | 4Tomorrow       | Dugeun Dugeun, Tomorrow | -     |
| 2009 | Seo Young-eun   | One Step at a Time      | -     |

### Teatro
| Año  | Obra               | Personaje       | Notas |
| ---- | ------------------ | --------------- | ----- |
| 2015 | Cinderella         | Cenicienta      | -     |
| 2010 | Goong: The Musical | Min Hyo-rin     | -     |
| 2006 | The Sound of Music | Liesl von Trapp | -     |

### Anuncios
| Año         | Anuncio               | Notas               |
| ----------- | --------------------- | ------------------- |
| 2017        | Goobne Chicken        | -                   |
| 2017        | Agatha Paris          | (joyas)             |
| 2017        | Daenggi Meori Lab     | (champú)            |
| 2017        | Kolping               | (ropa)              |
| 2017        | Hotels Combined       | -                   |
| 2016 - 2017 | Carlyn                | (bolsos)            |
| 2016 - 2017 | Mesense               | (ropa)              |
| 2016 - 2017 | Estée Lauder          | (cosméticos)        |
| 2016 - 2017 | Nongshim Noodles      | (comida)            |
| 2016        | Beauty Hwalmyungsoo   | (bebida energética) |
| 2016        | Whal Myung Su         | -                   |
| 2016        | a11                   | -                   |
| 2016        | Namuh                 | -                   |
| 2016        | Atlantica Heroes Game | (juego)             |
| 2016        | Yakult                | -                   |
| 2016        | 11st                  | -                   |
| 2016        | WELCOS                | (cosméticos)        |

## Embajadora
En marzo del 2019 se anunció que recibiría un premio presidencial por ser un contribuyente ejemplar, premio que reconoce a las personas y corporaciones que han cumplido con su deber de ciudadanos al ser contribuyentes ejemplares y alentar una cultura de pagos de impuestos honestos.
| Año  | Organización         | Notas                |
| ---- | -------------------- | -------------------- |
| 2019 | National Tax Service | Embajadora Honoraria |

## Discografía

### OST
| Año  | Canción       | Álbum                      | Notas           |
| ---- | ------------- | -------------------------- | --------------- |
| 2021 | Nakhwa (낙화) | You Are My Spring OST Pt.9 | (Dajeongi Ver.) |

## Apoyo y donaciones
En diciembre de 2016 posó para la campaña «Letters From Angels» del fotógrafo Jo Se Hyun, quien fotografía a celebridades con bebés que necesitan ser adoptados.
En julio del 2017 Hyun-jin donó 30 millones de wones (aproximadamente 26 800 $) al «Hope Bridge Association of the National Disaster Relief», una organización que recolecta donaciones para reconstruir las casas destruidas por los derrumbes e inundaciones debido a las fuertes lluvias en Cheongju, Cheonan y la Provincia de Gangwon.

## Premios y nominaciones
| Año  | Premio                     | Categoría                                               | Trabajo                               | Resultado |
| ---- | -------------------------- | ------------------------------------------------------- | ------------------------------------- | --------- |
| 2011 | 4th Korea Drama Award      | Best New Actress                                        | The Duo                               | Nominada  |
| 2011 | 30th MBC Drama Award       | Best New Actress in a Miniseries                        | The Duo                               | Ganó      |
| 2012 | 31st MBC Drama Award       | Excellence Award, Actress in a Serial Drama             | Feast of the Gods y Here Comes Mr. Oh | Ganó      |
| 2013 | 6th Korea Drama Award      | Excellence Award, Actress                               | Here Comes Mr. Oh y Goddess of Fire   | Ganó      |
| 2013 | 32nd MBC Drama Award       | Excellence Award, Actress in a Serial Drama             | The King's Daughter, Soo Baek-hyang   | Nominada  |
| 2014 | 3rd APAN Star Award        | Excellence Award, Actress in a Serial Drama             | The King's Daughter, Soo Baek-hyang   | Nominada  |
| 2015 | 8th Korea Drama Award      | Excellence Award, Actress                               | Let's Eat 2                           | Nominada  |
| 2016 | 24th SBS Drama Award       | Grand Prize (Daesang)                                   | Romantic Doctor, Teacher Kim          | Nominada  |
| 2016 | 24th SBS Drama Award       | Excellence Award, Actress in a Genre Drama              | Romantic Doctor, Teacher Kim          | Ganó      |
| 2016 | 24th SBS Drama Award       | Top 10 Stars                                            | Romantic Doctor, Teacher Kim          | Ganó      |
| 2016 | 24th SBS Drama Award       | Best Couple (junto a Yoo Yeon-seok)                     | Romantic Doctor, Teacher Kim          | Ganaron   |
| 2016 | 24th SBS Drama Award       | Idol Academy Award – Best Kiss (junto a Yoo Yeon-seok)  | Romantic Doctor, Teacher Kim          | Ganaron   |
| 2016 | tvN10 Award                | Best Kiss Award (junto a Eric Mun)                      | Another Miss Oh                       | Nominados |
| 2016 | tvN10 Award                | Made in tvN, Actress in Drama                           | Another Miss Oh                       | Ganó      |
| 2016 | tvN10 Award                | Romantic-Comedy Queen                                   | Another Miss Oh                       | Ganó      |
| 2016 | tvN10 Award                | Best Actress                                            | Another Miss Oh                       | Nominada  |
| 2016 | 9th Korea Drama Award      | Top Excellence Award, Actress                           | Another Miss Oh                       | Nominada  |
| 2016 | 5th APAN Star Award        | Best Couple (junto a Eric Mun)                          | Another Miss Oh                       | Nominados |
| 2016 | 5th APAN Star Award        | Excellence Award, Actress in a Miniseries               | Another Miss Oh                       | Ganó      |
| 2017 | 53rd Baeksang Arts Award   | Best Actress                                            | Another Miss Oh                       | Ganó      |
| 2017 | SBS Drama Award            | Top Excellence Award, Actress in a Monday–Tuesday Drama | Temperature of Love                   | Nominada  |
| 2017 | SBS Drama Award            | Best Couple Award (junto a Yang Se-jong)                | Temperature of Love                   | Nominados |
| 2017 | Grimae Award               | Best Actress                                            | Temperature of Love                   | Ganó      |
| 2018 | 2018 Korea Best Star Award | Best Drama Star Award                                   | The Beauty Inside                     | Ganó      |
| 2020 | 7th APAN Star Award        | Top Excellence Award, Actress in a Miniseries           | Black Dog                             | Nominada  |